# Emirato de Afganistán (1929)
El Emirato de Afganistán fue un Estado no reconocido gobernado por los saqqawistas que existió desde el 18 de enero hasta el 13 de octubre de 1929. Habibulá Kalakani se convirtió en el único emir del estado en inicios de 1929. Después de la caída de Kalakani a finales del mismo año, el gobierno colapsó y el territorio volvió a ser integrado al Reino de Afganistán.

## Historia
El Emirato fue fundado en medio de la revuelta de los Basmachí entre 1916 a 1934, un grupo étnico opositor de la casa real del Reino de Afganistán, el emirato y la revuelta se desarrollaron en medio de la Primera Guerra Mundial y la guerra civil rusa.

## Gobierno
Una vez en el poder, los saqqawistas abolieron el servicio militar obligatorio y los impuestos, y cerraron las escuelas.

## Economía
Durante un tiempo, Kalakani confió en el tesoro real para pagar a su ejército, sin cobrar impuestos. Sin embargo, cuando se agotó la tesorería, se restablecieron los impuestos. Los impuestos se recaudaban al apoderarse de la riqueza de las personas para cubrir los gastos de su ejército. También se recaudaron ingresos obligando a los ricos comerciantes tayikos a contribuir a su tesorería.

## Militar
Los saqqawistas mantuvieron un ejército durante su período de control. El 14 de abril de 1929, Fayz Muhammad estimó que los saqqawistas eran 20.000.

## Cultura
El gobierno de Saqqawist celebró el Día de la Independencia afgana durante cinco días (en lugar de los ocho habituales) a partir del 19 de agosto de 1929. Kalakani gastó 60.000 rupias afganas en las celebraciones y esperaba poder aprovechar la ocasión para tratar de ganarse a la población afgana. Kalakani pronunció un discurso el 19 de agosto; se desconoce el contenido del discurso, pero Fayz Muhammed comentó que Kalakani "se quedó allí diciendo mentira tras mentira sobre cómo eran realmente las cosas".

## Relaciones Internacionales
A pesar de tomar el control de Kabul, el gobierno saqqawista de Afganistán no pudo obtener ningún reconocimiento diplomático. No obstante, los saqqawistas se aliaron con el movimiento Basmachi, lo que les permitió operar en el norte de Afganistán. y revocar el "Pacto de Neutralidad y No Agresión" que Afganistán había firmado con la Unión Soviética tras el fin del conflicto de Urtatagai, que obligaba a Afganistán a restringir las redadas fronterizas de Basmachi.